# Mendoncia bivalvis
Mendoncia bivalvis là một loài thực vật có hoa trong họ Ô rô. Loài này được (L.f.) Merr. mô tả khoa học đầu tiên năm 1948.